# 山杏
山杏是蔷薇科李属的一个种，也叫西伯利亚杏，原产中国北方、蒙古、朝鲜半岛、俄罗斯远东和西伯利亚。其种加词“sibirica”意为“西伯利亚的”。山杏有毛杏、辽梅杏、重瓣山杏等变种。